# Вартанян, Рузанна Тиграновна
Рузанна Тиграновна Вартанян (арм. Ռուզաննա Վարդանյան; 15 (27) мая 1896, Шемахы, Шемахинская губерния, Российская империя — 9 декабря 1957, Ереван, Армянская ССР) — советская армянская актриса

. Народная артистка Армянской ССР (1945). педагог.

## Биография
Сестра будущего актёра, Народного артиста Армянской ССР Валентина Вартаняна(1900—1967), Детство провела в Дербенте. Жила с семьей в Астрахани, потом в Ставрополе. В 1915 году окончила женскую гимназию, получила специальность учителя русского языка и литературы. Работала учительницей средней школы.
Дебютировала на театральной сцене в 1927 году в труппе 1-го государственного театра Армении в Ереване (ныне Академический театр имени Сундукяна). Принимала участие в организации русских и армянских любительских спектаклей в городах Северного Кавказа. Играла в театре Сундукяна более 30 лет до 1957 года.
Актриса высокой сценической культуры. Обладала сдержанной, мягкой манерой исполнения, созданные ею образы отличались четкостью сценического рисунка. С 1944 года вела педагогическую работу в Ереванском театральном институте (сейчас Ереванский государственный институт театра и кино).
Скончалась 9 декабря 1957 года прямо на сцене театра им. Сундукяна во время празднования 100-летия актрисы Сирануйш.
Жена Хачатура Акоповича Есаяна, народного художника Армянской ССР (1965).

## Избранные театральные роли
- Полина («Доходное место», А. Островского, 1929)
- Розина («Женитьба Фигаро», Бомарше1933)
- Шурка («Егор Булычев и другие», М. Горького, 1933)
- Лида («Платон Кречет», А. Е. Корнейчука, 1935)
- Сусанна, Маргарита («Намус», 1936, «Из-за чести», 1939, Ширванзаде)
- Эрикназ («Из-за хлеба» по Прошяну, 1937)
- Арега («На заре» Гулакяна, 1937)
- Донна Анна («Каменный гость» Пушкина, 1937)
- Луиза («Коварство и любовь», Ф. Шиллера , 1938)
- Дездемона («Отелло», Шекспира, 1940)
- Офелия («Гамлет», Шекспира, 1942)
- Лариса («Бесприданница», А. Островского, 1946)
- Ганна Лихта («Заговор обреченных» Н. Вирты, 1949)
- Раневская («Вишнёвый сад», Чехова, 1951)
- Арусь («Под одной крышей» Г. Боряна, 1957)

## Награды и звания
- Орден Трудового Красного Знамени (27 июня 1956)[1].
- Народный артист Армянской ССР (1945).